# Wartburg-Stiftung
Die Wartburg-Stiftung hat den Zweck, die Wartburg und ihre Kunstschätze zu erhalten und der Öffentlichkeit zugänglich zu machen. Sie fördert kultur- und baugeschichtliche Forschungen und Publikationen zur Wartburg. Den Nachfahren des Hauses Sachsen-Weimar-Eisenach wird die Nutzung der Wartburg zu repräsentativen Anlässen eingeräumt, soweit es nicht dem Auftrag der Stiftung entgegensteht.
Die Stiftung wurde 1922 in der Folge der Auseinandersetzungen zur Fürstenenteignung errichtet. Zuvor gehörte die Wartburg dem Hause Sachsen-Weimar-Eisenach. Der „Auseinandersetzungsvertrag“ zwischen dem „Gebiet Weimar“ und dem ehemaligen Landesherrn Wilhelm Ernst bestimmte: „Der Großherzog überläßt … das Eigentum an der Wartburg mit kronfiskalischer Umgebung einer zu gründenden Stiftung“. Im Stiftungsausschuss bekamen das „Gebiet Weimar“ und das großherzogliche Haus nach dem Vertrag je die Hälfte der Stimmen, doch erhielt das großherzogliche Haus ein Vetorecht „in wichtigen Verwaltungsfragen“. Die Stiftung blieb auch unter der NS-Herrschaft, zur Zeit der sowjetischen Besatzung und in der DDR bestehen.
Im Stiftungsrat sind neben dem Freistaat Thüringen und dem Bund auch die Stadt Eisenach und der Wartburgkreis vertreten. Weiterhin gehören ihm der Landesbischof der Evangelischen Kirche in Mitteldeutschland und das jeweilige Oberhaupt der ehemals regierenden großherzoglichen Familie Sachsen-Weimar-Eisenach an. Der Stiftungsrat beruft den Burghauptmann der Wartburg als Geschäftsführenden Direktor.
Seit 1992 verleiht die Stiftung jährlich den Wartburgpreis an Personen, die sich um die europäische Einigung besonders verdient gemacht haben. Erster Preisträger war Hans-Dietrich Genscher.
Zur Wasserversorgung der Wartburg unterhält die Stiftung bis in die heutige Zeit die historische Wartburg-Wasserleitung.